# Ersilia Soudais
Pour les articles homonymes, voir Soudais.
Ersilia Soudais, née le 21 mai 1988 à Aubervilliers, est une femme politique française, élue députée lors des élections législatives françaises de 2022 et réélue lors des élections législatives anticipées de 2024. Elle est connue pour son soutien à la cause palestinienne.

## Biographie

### Famille, formation et carrière professionnelle
Née à Aubervilliers, en Seine-Saint-Denis le 21 mai 1988, Ersilia Soudais grandit dans une famille très politisée. Son père, Michel Soudais, journaliste, est l’un des rédacteurs en chef de Politis, hebdomadaire de la gauche antilibérale.
Après une classe préparatoire et des études de lettres[réf. nécessaire], elle est professeure de français à Sevran en Seine-Saint-Denis pendant un an, avant de rejoindre la Seine-et-Marne et de s'engager au sein du SNES-FSU,.

### Carrière politique
Militante féministe, élue conseillère municipale d'opposition à Lagny-sur-Marne depuis 2020, elle se fait connaître lors de luttes locales contre le mal-logement dans sa ville.
Investie par La France insoumise, elle est élue députée le 19 juin 2022 dans la septième circonscription de Seine-et-Marne. Elle est élue au second tour avec 51,3 % des voix, face au candidat du Rassemblement national Didier Bernard.
Lors des législatives de 2024, candidate de La France insoumise pour le Nouveau Front populaire dans la même circonscription de Seine-et-Marne, elle recueille 32,79 % des voix au premier tour derrière la candidate du Rassemblement national Agnès Laffite, qui obtient 35,72 % des voix. Elle est réélue avec 53 % des voix.

### Vie privée et affaires judiciaires
Le 2 mars 2024, Ersilia Soudais porte plainte pour viol conjugal à l'encontre de son compagnon Damien Cassé, également adhérent de LFI ; une enquête de flagrance est engagée par le parquet de Meaux. Après la saisie par la députée du comité de suivi contre les violences sexistes et sexuelles de La France insoumise, le militant est exclu de LFI « à titre conservatoire ». Damien Cassé conteste ces accusations. La plainte pour viol est classée sans suite. Damien Cassé sera jugé pour harcèlement moral. Il est finalement relaxé « au bénéfice du doute ».

## Prises de positions

### Lutte contre l'anti-tsiganisme
Ersilia Soudais s'engage contre l'antitsiganisme. À cette fin, elle propose de renommer le groupe d’étude « des gens du voyage » de l'Assemblée nationale en groupe d’étude sur l’antitsiganisme, d'inscrire la journée du 2 août comme journée nationale des victimes du génocide Tsiganes entre 1939 et 1946, et souhaite porter une proposition de résolution visant à faire reconnaître la responsabilité de l’État français dans le génocide tsigane,.
En octobre 2024, elle réalise une tournée nationale des camps de gens du voyage afin d'aller à leur rencontre, de les écouter. Pour la députée, « il n’y a pas assez d’aires d’accueil en France. Il en faudrait plus pour améliorer la vie des voyageurs et lutter contre l’errance. »

### Soutien de la cause palestinienne
Elle commence à s'intéresser à la cause palestinienne pendant la campagne législative de 2022, après un ciné-débat consacré à Salah Hamouri : « J'ai été extrêmement touchée et je me suis jetée à corps perdu dans ce sujet. ».
Connue pour ses prises de positions pro-palestiniennes,, Soudais est à l'origine de l'invitation à l'Assemblée nationale, en novembre 2023, d'une militante palestinienne, Maryam Abu Daqqa, une des dirigeantes du Front populaire de libération de la Palestine (FPLP) - organisation reconnue terroriste notamment par l'Union européenne. Cette invitation est rejetée par la présidente, Yaël Braun-Pivet. Par la suite, un document vidéo dans lequel Ersilia Soudais commente cette invitation suscite des critiques. Elle s'affirme « harcelée » alors que la photo du petit Kfir Bibas, nourisson israélien enlevé le 7 octobre 2023, est placardée sur la porte de son bureau à l'Assemblée nationale.

## Controverses et polémiques
Ersilia Soudais est présentée par plusieurs médias comme une personnalité polémique. La journaliste Charlotte Belaïch titre ainsi le portrait qu'elle consacre à la députée dans Libération, « La voix de la discorde ». Elle est également décrite par le Figaro comme « une députée habituée des polémiques ». Le quotidien La Marne rapporte que la députée est victime de moqueries parfois violentes sur ses propos, ses propositions de loi, ou encore son physique. La haine et la violence dont elle est la cible atteignent un nouveau degré quand, dans les dernières semaines de mars 2025, la députée est l’objet de plusieurs menaces de mort. Celle-ci porte plainte en avril 2025 à la suite de ces menaces. Elle dépose une autre plainte contre le romancier franco-israélien Marco Koskas qui avait appelé à « foutre une balle dans la tête de Madame Soudais, Monsieur Coquerel et toute la mélenchonie »

### Allégations d'antisémitisme
Selon Le Figaro, ses déclarations controversées lui ont souvent valu d’être qualifiée d’antisémite par ses détracteurs.
Ersilia Soudais fait partie des députés LFI accusés par la presse d'antisémitisme et de ne pas avoir condamné l'attaque du Hamas contre Israël de 2023, refusant de la qualifier d'« attentat terroriste à caractère antisémite ». Elle se défend toujours de tout antisémitisme dans ses propos en maintenant ses critiques du sionisme et à l'encontre de l'État d'Israël. 
Début février 2025, le député RN Frédéric Falcon la qualifie d'« antisémite notoire » durant une séance à l'Assemblée nationale. Ersilia Soudais demande une sanction pour ces propos, que Falcon assume. Ces propos font l'objet d'un rappel au règlement par le président de séance, qui saisit le bureau de l'Assemblée.

### Accusation de cyberharcèlement de son responsable de communication
En août 2024, elle publie une vidéo sur TikTok se voulant humoristique sur le comportement de son responsable de la communication, Mathieu Garnier, le présentant comme « harceleur de journalistes »,. En effet, le journaliste et rédacteur en chef de Décideurs Magazine Lucas Jakubowicz accuse Mathieu Garnier de cyberharcèlement en diffusant des messages envoyés[Par qui ?] et l'accuse d'avoir « ironisé » sur sa famille déportée durant la Shoah pour avoir qualifié Jakubowicz de soutien à Marine Le Pen et pour l'affirmation suivante : « Le gars, il parle de sa famille qui a été décimée pendant la Seconde Guerre mondiale par les nazis… Juste avant d'appeler à défiler avec eux » ; Ersilia Soudais n'a pas réagi à ces accusations.

### Soutien à Elias d’Imzalène
Le 8 septembre 2024, le militant politique Elias d’Imzalène visé par une fiche S des renseignements généraux est placé en garde à vue dans le cadre d'une enquête initiée par un signalement de l'ex-ministre de l'intérieur Gérald Darmanin accusant celui-ci d'incitation à la haine, après qu'il a demandé à son public d'une manifestation s'il était « prêt à mener l'Intifada dans Paris » afin de « libérer Jérusalem »,,. Le 25 septembre 2024, Ersilia Soudais  affirme vouloir visiter, comme parlementaire, le commissariat de police où il est placé en garde-à-vue pour lui apporter son soutien, déplorant que ce ne soit pas plutôt les soutiens du « génocide perpétré par Israël » qui soient gardés à vue,.
En première instance, Elias d'Imzalène, qui se défend également[pertinence contestée] de tout antisémitisme, est cependant condamné en décembre 2024 pour « provocation publique à la haine ou à la violence en raison de l'origine, l'ethnie, la nation, la race ou la religion  », à un sursis de peine assorti du versement de dommages-intérêts ,,.

### Affaire Ritchy Thibault
En avril 2025, Bruno Retailleau saisit la justice contre Ritchy Thibault, collaborateur d’Ersilia Soudais, en raison d’appels « à l’insurrection » lors d’un rassemblement à Paris contre l’« islamophobie ». Ce dernier avait appelé à « constituer partout dans le pays des brigades d’autodéfense populaire » pour se défendre contre « l’islamophobie ». Ritchy Thibault est déjà convoqué dans le cadre d’une autre affaire après que celui-ci a appelé à « déborder le dispositif » des forces de l'ordre lors du rassemblement du 1er mai dans la capitale. Il est interdit d’accès à l’Assemblée nationale.